# San Basilio al Foro di Augusto
San Basilio al Foro di Augusto, även benämnd Santissima Annunziata, var en kyrkobyggnad i Rom, helgad åt den helige Basileios, biskop och kyrkofader. Kyrkan var belägen på ruinerna av Mars Ultors tempel på Augustus forum i Rione Monti.

## Bakgrund
Augustus forum med Mars Ultors tempel uppfördes som tacksägelse för Octavianus och Marcus Antonius seger över Brutus och Cassius i slaget vid Filippi år 42 f.Kr. Templet och forumet förstördes av en kraftig jordbävning på 800-talet.

## Kyrkans historia
Kyrkan uppfördes av basilianermunkar på resterna av Mars Ultor-templets cella och fick namnet Sancti Basilii Scala Mortuorum; tillnamnet ”Scala Mortuorum”, dokumenterat i en bulla promulgerad av påve Agapetus II år 955, syftar på den trappa som ledde ner i kyrkans krypta, som utgjorde begravningsplats. Under 1100-talet dokumenterades namnet Sancti Basilii Arcus Nervae, det vill säga Sankt Basilius vid Nervas båge. Benämningen Arcus Nervae kom att etymologiskt förvrängas till ”Arca Noe”, och kyrkan kom då under en tid att heta San Basilio ad Arca Noe. Arcus Nervae kallades även Arco dei Pantani (av italienskans pantano, ”gungfly”, ”sankmark”), vilken fortfarande finns kvar. I detta område hade vatten en benägenhet att bli stillastående.
År 1566 förlänade påve Pius V kyrkan och klostret åt dominikanernunnor, vilka lät restaurera kyrkan och helga den åt den bebådade Jungfru Maria – Santissima Annunziata. Under påve Urban VIII (1623–1644) dekorerades kyrkans interiör med stuckarbeten samt fresker av Marco Tullio Montagna och Cristoforo Casolani.
Kyrkans bevarade portal hyser en lågrelief, vilken framställer Bebådelsen. Ovanför det forna klostrets portal ses vittrade freskfragment; en fresk avbildar den helige Dominicus.

### Rivning
Under 1920- och 1930-talet genomförde den fascistiska regeringen under Mussolini genomgripande rivningar i centrala Rom, bland annat på Kejsarfora och Forum Romanum. Syftet var att demolera medeltida bebyggelse för att bringa lämningarna från kejsartidens Rom i dagen. I samband med detta tvingades nunnorna att lämna klostret, vilket tillsammans med kyrkan revs år 1926. Kyrkans högaltarmålning — Bebådelsen av Gaetano Lapis — kunde emellertid räddas. Nunnorna installerade sig i lokaler vid Piazza di San Martino ai Monti, där de medeltida tornen Torre dei Capocci och Torre dei Graziani står.

## Omnämningar i kyrkoförteckningar
| Katalog                      | År         | Benämning               |
| ---------------------------- | ---------- | ----------------------- |
| Catalogo di Cencio Camerario | 1192       | sco. Basili             |
| Il catalogo Parigino         | cirka 1230 | s. Basilius             |
| Il catalogo di Torino        | cirka 1320 | Ecclesia sancti Basilii |

## Bilder
| - Kyrkans kampanil reser sig över Mars Ultor-templets portik. Illustration från Alessandro Donatis Roma vetus ac recens, utriusque aedificiis ad eruditam cognitionem expositis, publicerad år 1725. - San Basilio (S⋅BASILIO) på Giovanni Maggis vy över Rom från år 1625. På utsnittet syns även kyrkan Santa Maria in Campo Carleo och Torre dei Conti. - Kyrkans portal (till vänster) och klostrets ingång vid Via di Tor de' Conti. - Ruinerna efter Mars Ultors tempel. - Arco dei Pantani (i fonden). |